# Ośrodek (Sieradowice Pierwsze)
Ośrodek – przysiółek wsi Sieradowice Pierwsze w Polsce, położony w województwie świętokrzyskim, w powiecie kieleckim, w gminie Bodzentyn.
W latach 1975–1998 przysiółek administracyjnie należał do województwa kieleckiego.